# Adelaide Whitefield
Adelaide Whitefield La Fetra (Nueva York) fue una misionaria metodista y profesora estadounidense. Es conocida por su aporte a la educación en Chile y por ser una de las fundadoras del Santiago College.

## Historia
En 1878, mientras era profesora de la Iglesia Metodista, fue invitada por el obispo William Taylor para que fuera a Santiago y desarrollara una escuela. Ahí conoció a su esposo el reverendo Ira Haynes La Fetra, con quien en 1880 fundaron el Santiago College y también el primer kindergarten bajo el sistema Fróbel.
Trabajó en Chile por 25 años y a comienzos de 1904 anunció su partida de vuelta a los Estados Unidos.

## Homenajes
En 1974 se fundó, en la comuna de Huechuraba, la escuela Adelaida LaFetra en honor a la profesora. Además, en Providencia se encuentra una calle que lleva su nombre.